# Tosmar
Der Tosmar oder Tosmarberg ist ein bis 327,5 m ü. NHN hoher Höhenzug des Hildesheimer Waldes. Er liegt zwischen Detfurth und Diekholzen im niedersächsischen Landkreis Hildesheim.

## Geographie

### Lage
Der Tosmar erhebt sich im Osten des Hildesheimer Waldes. Er liegt zwischen dem Bad Salzdetfurther Ortsteilen Detfurth im Ostsüdosten und Groß Düngen im Nordosten, den Diekholzener Ortsteilen Röderhof und Söhre auf der Nordabdachung, Egenstedt im Norden und Barienrode sowie dem jenseits vom Hauptkamm des Hildesheimer Waldes liegenden Sibbesser Ortsteil Petze im Süden.
Südlich des Höhenzugs entspringen der nach Osten fließende Lamme-Zufluss Gehlenbach und die anfangs nach Westen verlaufende Kalte Beuster als rechter Quellbach der Beuster. Die Lamme mündet im Nordosten in die nördlich des Höhenzugs fließende Innerste, in welche die Beuster im Norden mündet.

### Naturräumliche Zuordnung
Der Tosmar gehört in der naturräumlichen Haupteinheitengruppe Weser-Leine-Bergland (Nr. 37), in der Haupteinheit Innerstebergland (379) und in der Untereinheit Hildesheimer Bergland (379.0) zum Naturraum Hildesheimer Wald (379.01). Die Landschaft fällt nach Norden in den Naturraum Marienburger Hügelland (379.03) ab.

### Erhebungen
Zu den Erhebungen des Tosmar gehören – sortiert nach Höhe in Meter (m) über Normalhöhennull (NHN):
| - Steinberg (327,5 m), mit Überresten des Tosmar-Turms (AT) - Tosmarberg (319,9 m) - Hangsporne: Kohl- (Süden) und Teufelsberg (Norden) - Hammberg (313 m) | - Hamberg (242,5 m) - Stuckenberg (230 m) - Voßberg (220 m) - Ziegenberg (218 m) |

## Schutzgebiete
Auf dem Südhang des mittleren Tosmarteils liegen Teile des Vogelschutzgebiets Hildesheimer Wald (VSG-Nr. 3825-401; 12,47 km² groß). Im Osten des Höhenzugs befindet sich das Landschaftsschutzgebiet Röderhofer Teiche und Egenstedter Forst (CDDA-Nr. 323914; 1967 ausgewiesen; 3,201 km² groß). Auf seinem Nordhang liegt das Fauna-Flora-Habitat-Gebiet Kammmolch-Biotop Röderhofer Teiche (FFH-Nr. 3925-332; 79,31 ha). Entlang dem Süd-, West- und Nordwestfuß des Höhenzugs erstreckt sich an der Beuster das FFH-Gebiet Beuster (mit NSG „Am Roten Steine“) (FFH-Nr. 3825-331; 87,71 ha).